# خرچنگ‌های لکه‌دار (سرده)
خرچنگ‌های لکه‌دار (سرده) (نام علمی: Carpilius) نام یک سرده از فروراسته خرچنگ است.